# Лауперсдорф
Лауперсдорф (нім. Laupersdorf) — громада  в Швейцарії в кантоні Золотурн, округ Таль.

## Географія
Громада розташована на відстані близько 45 км на північ від Берна, 15 км на північний схід від Золотурна.
Лауперсдорф має площу 15,5 км², з яких на 5,8% дозволяється будівництво (житлове та будівництво доріг), 47,4% використовуються в сільськогосподарських цілях, 46,6% зайнято лісами, 0,2% не є продуктивними (річки, льодовики або гори).

## Демографія
2019 року в громаді мешкало 1808 осіб (+7,3% порівняно з 2010 роком), іноземців було 11%. Густота населення становила 117 осіб/км².
За віковим діапазоном населення розподілялося таким чином: 22,7% — особи молодші 20 років, 57,9% — особи у віці 20—64 років, 19,4% — особи у віці 65 років та старші. Було 727 помешкань (у середньому 2,5 особи в помешканні).
Із загальної кількості 443 працюючих 106 було зайнятих в первинному секторі, 200 — в обробній промисловості, 137 — в галузі послуг.